# Loška Gora
Loška Gora – wieś w Słowenii, w gminie Radeče. W 2018 roku liczyła 8 mieszkańców.